# Baderan (Geneng)
Baderan is een bestuurslaag in het regentschap Ngawi van de provincie Oost-Java, Indonesië. Baderan telt 3231 inwoners (volkstelling 2010).